# Sergey Luchshenko
Sergey Luchshenko, né le 6 mars 1996 à Astana, est un coureur cycliste kazakh.

## Palmarès et résultats

### Palmarès par année
- 2011
  - 3e du championnat du Kazakhstan sur route juniors
- 2013
  - 3e du championnat du Kazakhstan du contre-la-montre juniors
- 2016
  -  Champion du Kazakhstan sur route espoirs
- 2018
  - 2e du Tour de Fatih Sultan Mehmet
- 2019
  - 5e étape du Tour de Bretagne

### Classements mondiaux
| Année                                 | 2015 | 2016  | 2017  | 2018  | 2019  | 2020 | 2021  | 2022 | 2023  | 2024  |
| ------------------------------------- | ---- | ----- | ----- | ----- | ----- | ---- | ----- | ---- | ----- | ----- |
| Classement mondial                    |      | 1414e | 2543e | 1423e | 1486e | 599e | 2301e | nc   | 3236e | 3302e |
| UCI Europe Tour                       | nc   | 1599e | 1672e | 901e  |       |      |       |      |       |       |
| UCI Asia Tour                         | 249e | 242e  | nc    | nc    | 116e  | 20e  | 177e  | nc   | nc    | nc    |
|                                       |      |       |       |       |       |      |       |      |       |       |
| Légende : nc = non classéSource : UCI |      |       |       |       |       |      |       |      |       |       |